# Gangbusters
Gangbusters is een computerspel dat werd ontwikkeld en uitgegeven door Prickly-Pear Software. Het spel werd uitgebracht in 1982 voor de Commodore 64. Het spel is een beurtgebaseerde gangster simulatie voor twee spelers.